# Адем Демачі
Адем Демачі (алб. Adem Demaçi; нар. 26 лютого 1936, Подуєво, Королівство Югославія — 26 липня 2018, там само) — косовський письменник і політик албанського походження, політв'язень. Провів у ув'язнений в цілому 28 років за виступи проти жорстокого поводження з албанською меншиною в Югославії, а також з критикою комунізму та режиму Йосипа Броз Тіто. Під час ув'язнення був визнаний Amnesty International в'язнем сумління, і він часто згадується як «Нельсон Мандела Косова».
Після звільнення він був головою Ради захисту прав людини і основних свобод. У 1992 році був нагороджений престижною премією імені Сахарова Європейського парламенту. Він був також номінований на Нобелівську премію миру у 1996 році.
Адем Демачі був політичним представником Армії визволення Косова (АВК) у період 1998–1999 років. Він залишився в Косово під час війни.
Підтримував права меншин в Косово і користувався великою повагою місцевих жителів і іноземців. Був головою Спілки письменників Косова (2005–2007).
У 2010 році отримав орден Героя Косова.
У віці 82 років Демачі помер 26 липня 2018 року в Приштині, Косово. Його смерть була відзначена триденною національною жалобою. 28 липня 2018 року Демачі був похований на кладовищі мучеників у Приштині під час державної похоронної церемонії.